# Michael Atiyah
Sir Michael Francis Atiyah (ur. 22 kwietnia 1929 w Londynie, zm. 11 stycznia 2019 w Edynburgu) – brytyjski matematyk, profesor Uniwersytetu Oksfordzkiego, członek wielu akademii naukowych. Laureat Medalu Fieldsa (1966), Nagrody Abela (2004) i Medalu Copleya (1988). Zajmował się topologią, równaniami różniczkowymi i fizyką matematyczną. Był członkiem grupy Bourbaki.

## Życiorys
Urodzony w Londynie jako syn libańskiego imigranta. Dorastał w Sudanie i Egipcie, a do Wielkiej Brytanii wrócił na studia. Ukończył Trinity College na University of Cambridge.
Karierę naukową związał z uniwersytetami w Oksfordzie i Cambridge, w międzyczasie przebywał rok w Instytucie Studiów Zaawansowanych w Princeton. Specjalizował się w algebraicznej topologii i K-teorii, ale z czasem zaczął zajmować się zagadnieniami teorii cechowania i teorii strun. 24 września 2018 przedstawił dowód hipotezy Riemanna. Jego dowód został odrzucony przez społeczność matematyków.
W latach 1990–1995 był prezesem brytyjskiego Towarzystwa Królewskiego i wieloletnim prezydentem Pugwash. Pełnił także funkcję rektora Trinity College w Cambridge, kanclerza Uniwersytetu w Leicester, prezesa Królewskiego Towarzystwa Edynburskiego.

## Wyróżnienia
- 1966: Medal Fieldsa za prace z geometrii algebraicznej[4];
- 1968: Royal Medal;
- 1983: Odznaka Rycerza Kawalera – dożywotni tytuł honorowy Sir[7];
- 1988: Medal Copleya;
- 1992: Order Zasługi (Wielka Brytania)[7];
- 1998: doktorat honorowy od Uniwersytetu Karola w Pradze[8];
- 2004: Nagroda Abela[4] (łącznie z Isadorem Singerem).